# La magia y el peligro de mis primeros éxitos
La Magia y el Peligro de mis primeros éxitos es el sexto álbum recopilatorio lanzado por la cantante colombiana Shakira (acreditada como Shakira Mebarak), que incluye canciones de sus dos primeros álbumes considerados no oficiales, Magia (1991) y Peligro (1993). El álbum recopilatorio fue lanzado al mercado digital a través de iTunes y Spotify con un audio restaurado.

## Lista de canciones
El álbum incluye todas las canciones de los álbumes Magia y Peligro, distribuidas en el orden original.
| N.º | Título                                | Escritor(es)                   | Álbum original | Duración |  |
| 1.  | «Sueños»                              | Shakira Mebarak                | Magia          | 3:55     |  |
| 2.  | «Esta noche voy contigo»              | Miguel Enrique Cubillos        | Magia          | 4:03     |  |
| 3.  | «Lejos de tu amor»                    | Pablo Tedeschi                 | Magia          | 3:18     |  |
| 4.  | «Magia»                               | Shakira                        | Magia          | 4:48     |  |
| 5.  | «Cuentas conmigo»                     | Juanita Loboguerrero; Cubillos | Magia          | 4:07     |  |
| 6.  | «Cazador de amor»                     | Shakira                        | Magia          | 3:13     |  |
| 7.  | «Gafas oscuras»                       | Shakira                        | Magia          | 3:20     |  |
| 8.  | «Necesito de ti»                      | Shakira                        | Magia          | 3:49     |  |
| 9.  | «Lejos de tu amor» (Remix)            | Tedeschi                       | Magia          | 3:15     |  |
| 10. | «Eres»                                | Shakira Mebarak                | Peligro        | 5:07     |  |
| 11. | «Último momento»                      | Eduardo Paz                    | Peligro        | 5:01     |  |
| 12. | «Tú serás la historia de mi vida»     | Desmond Child                  | Peligro        | 4:57     |  |
| 13. | «Peligro»                             | Paz                            | Peligro        | 4:43     |  |
| 14. | «Quince años»                         | Shakira                        | Peligro        | 3:34     |  |
| 15. | «Brujería»                            | Paz                            | Peligro        | 4:13     |  |
| 16. | «Eterno Amor»                         | Eddie Sierra                   | Peligro        | 4:52     |  |
| 17. | «Controlas mi destino»                | Shakira                        | Peligro        | 4:41     |  |
| 18. | «Este amor es lo más bello del mundo» | Paz                            | Peligro        | 4:21     |  |
| 19. | «1968»                                | Shakira, Paz                   | Peligro        | 4:44     |  |